# Maksymilian Braun
Maksymilian Braun (ur. 12 października 1800 w Poznaniu, zm. 11 lipca 1892 tamże) – muzyk polski, pedagog, działacz społeczny.
Był synem muzyka Augustyna i Barbary z Pasztalskich, pochodził ze szlacheckiej rodziny inflanckiej herbu Cynegir (potem polskiego herbu Zasługa). Kształcił się w gimnazjum Marii Magdaleny w Poznaniu, potem studiował we Wrocławiu i Berlinie. W 1825 został nauczycielem matematyki i filozofii w gimnazjum Marii Magdaleny. W 1831 wyjechał do Królestwa Polskiego i wziął udział w powstaniu listopadowym; otrzymał rangę kapitana wojsk inżynieryjnych, został odznaczony krzyżem Orderu Virtuti Militari.
Po upadku powstania został skazany na dwa lata więzienia w twierdzy kłodzkiej. Powrócił do Poznania; zrezygnował ze starań o pracę nauczyciela i skoncentrował się na działalności społecznej, szczególnie w dziedzinie muzyki. Działał na rzecz powstania 1863. Prowadził przez pewien czas pensję dla chłopców w Poznaniu.
Był zasłużonym organizatorem życia muzycznego w Wielkopolsce. W 1816, jeszcze jako uczeń gimnazjum, zainicjował powstanie zespołu uczniowskiego; sam grał w nim na skrzypcach. W kolejnych latach wielokrotnie grał w kwartetach, m.in. u księcia Antoniego Radziwiłła. Organizował m.in. niedzielne koncerty symfoniczne orkiestry szkolnej, a także stowarzyszenia muzyczne. W 1840 z inicjatywy Brauna powstało pierwsze polskie stowarzyszenie muzyczne – Towarzystwo ku podniesieniu muzyki kościelnej w Poznaniu (był jego prezesem i dyrygentem). W 1842 dążył do założenia towarzystwa śpiewaczego przy Kasynie Polskim w Poznaniu, jednak inicjatywa upadła wobec zbyt małego udziału Polaków. Powstało natomiast w 1848 Towarzystwo "Harmonia", będące pierwszym polskim świeckim stowarzyszeniem artystycznym w Poznaniu; "Harmonia", w której Braun pełnił funkcję prezesa, działała do 1852.
Braun działał ponadto m.in. w polsko-niemieckim Towarzystwie Muzyki Instrumentalnej (później pod nazwą Towarzystwo Przyjaciół Filharmonii), Towarzystwie Muzycznym Dam i Mężczyzn, Towarzystwie Symfonicznym loży wolnomularskiej. Założył i prowadził działalność pedagogiczną w szkole muzycznej w Poznaniu. W 1857 był jednym z twórców Poznańskiego Towarzystwa Przyjaciół Nauk. W "Tygodniku Literackim" i "Gazecie Wielkiego Księstwa Poznańskiego" publikował artykuły zarówno na tematy muzyczne i artystyczne, jak i o matematyce. Był ponadto prawdopodobnie kompozytorem utworów skrzypcowych.
Z małżeństwa z Marią z Kurowskich miał czworo dzieci. Syn Antoni został nauczycielem, syn Wincenty kupcem. Córki, Bronisława (zm. 1867) i Wanda (zm. 1912) były kolejno żonami kompozytora, dyrygenta i organisty Bolesława Dembińskiego.
Brat Maksymiliana, Augustyn Tomasz Braun (1789-1861) był skrzypkiem, kompozytorem i dyrygentem.